# Подвид
Подвидът е таксономична категория в класификацията на организмите, разположена в йерархията непосредствено под вида. Подвидовете разграничават популации, които обитават различни ареали и имат морфологични различия, но могат да се размножават ефективно помежду си. Не всички видове имат подвидове, а тези, които имат, трябва да имат поне два.